# Akhvakh
L'akhvakh (en akhvakh aшвaлъи мицIи) est une langue caucasienne qui fait partie du groupe des langues avaro-andi, de la famille des langues nakho-daghestaniennes.
L'akhvakh est parlé dans les raïons d'Akhvakh et de Shamil en République du Daghestan, et dans un village de l'Azerbaïdjan par environ 6 000 personnes. La langue n'est pas écrite. Les Akhvakhs utilisent aussi le russe et sont bilingues avec l'avar.

La langue akhvakh se divise en deux grands groupes dialectaux : l'akhvakh septentrional et l'akhvakh méridional. Les différences entre les deux groupes sont telles que les locuteurs des deux variétés communiquent entre eux en avar. Certains linguistes les considèrent comme deux langues différentes.

## Dialectologie

### Langue akhvakh septentrionale
2 dialectes :
- dialecte tsunta akhvakh (septentrional)
  - parler bas akhvakh
  - parler lologonitl
  - parler nord-est akhvakh
  - parler akhvakh de Zaqatala (en Azerbaidjan)
- dialecte ratlub (intermédiaire au sud akhvakh)

### Langue akhvakh méridionale
2 dialectes
- dialecte tlyanub (intermédiaire au nord akhvakh)
- dialecte tsegob

## Vocabulaire
Concernant le vocabulaire du corps, on peut comparer les deux dialectes :
- « le corps »  = - q̇akq̇ala (nord)  mais - laga (sud) (« laga » signifiant « la chair » au nord)
- « le cheveu » = - ġoso (nord)  mais - kari (sud)
- « la tête »  = - mina (nord)  mais - milari (sud)
- « le menton » = - oq̇o (nord)  mais - č̣andoro (sud)
- « le nez »  = - miʿa (nord)  mais - miari (sud)
- « l'omoplate » = - mexu (nord)  mais - bexuni (sud)
- « le mollet » = - leġi (nord)  mais - nikva (sud)
- « l'épaule » = - ġeča (nord)  mais - łӀabač̣ali (sud)
- « le bec »  = - gožo (nord)  mais - q̇ama (sud)

## Phonologie

### Système consonantique
L'akhvakh compte 45 consonnes.
- L'inventaire des consonnes de l'akhvakh révèle un système très proche de celui du karata, avec, en plus, la palatale sonore [d͡ʒ].

|              | Bilabiale                  | Dentale                             | Latérale                                          | Palatale                                                  | Vélaire                                 | Uvulaire                    | Pharyngale        | Glottale |
| ------------ | -------------------------- | ----------------------------------- | ------------------------------------------------- | --------------------------------------------------------- | --------------------------------------- | --------------------------- | ----------------- | -------- |
| Occlusive    | [p] [b] [pʼ] p b pʼ п б пI | [t] [d] [tʼ] t d tʼ т д тI          |                                                   |                                                           | [k] [ɡ] [kʼ][kːʼ] k g kʼ kkʼ к г кI ккI | [qʼ] qʼ къ                  |                   | [ʔ] ʔ ъ  |
| Fricative    |                            | [s] [z] [sː] s z ss с з cc          | [ɬ] [ɬː] ł łł лъ лълъ                             | [ʃ] [ʒ] [ʃː] š ž šš ш ж шш                                |                                         | [x] [ɣ] [xː] x ɣ xx х гъ xx | [ħ] [ʕ] ħ ʕ хI гI | [h] h гь |
| Affriquée    |                            | [t͡s] [t͡sː] [t͡sːʼ] c cc ccʼ ц цц ццI | [t͡ɬ] [t͡ɬʼ] [t͡ɬː] [t͡ɬːʼ] ƛ ƛʼ ƛƛ ƛƛʼ лI кь xь кькь | [t͡ʃ][d͡ʒ] [t͡ʃː] [t͡ʃʼ] [t͡ʃːʼ] č dž čč čʼ ččʼ ч дж чч чI ччI |                                         | [q͡χ] q хъ                   |                   |          |
| Nasale       | [m] m м                    | [n] n н                             |                                                   |                                                           |                                         |                             |                   |          |
| Liquide      |                            | [r] r р                             | [l] l л                                           |                                                           |                                         |                             |                   |          |
| Semi-voyelle | [w] w в                    |                                     |                                                   | [j] j й                                                   |                                         |                             |                   |          |

### Système vocalique
L'akhvakh compte 20 voyelles:
- orales : [a] [e] [i] [o] [u]
- orales longues : [aː] [eː] [iː] [oː]  [uː]
- nasales : [ã] [ẽ] [ĩ] [õ] [ũ]
- nasales longues : [ãː] [ẽː] [ĩː] [õː]  [ũː]

## Écriture
| А а     | Аᵸ аᵸ     | Б б       | В в   | Г г   | Гъ гъ     | Гь гь   | ГӀ гӀ | Д д       | Е е     | Еᵸ еᵸ |
| Ж ж     | Дж дж     | З з       | И и   | Иᵸ иᵸ | Й й       | К к     | Кк кк | Къ къ     | КъӀ къӀ | Кь кь |
| КьӀ кьӀ | КӀ кӀ     | КӀкӀ кӀкӀ | Л л   | Лъ лъ | Лълъ лълъ | ЛъӀ лъӀ | ЛӀ лӀ | М м       | Н н     | О о   |
| Оᵸ оᵸ   | П п       | ПӀ пӀ     | Р р   | С с   | Сс сс     | Т т     | ТӀ тӀ | У у       | Уᵸ уᵸ   | Х х   |
| Хх хх   | Хъ хъ     | ХъӀ хъӀ   | Хь хь | ХӀ хӀ | Ц ц       | Цц цц   | ЦӀ цӀ | ЦӀцӀ цӀцӀ | Ч ч     | Чч чч |
| ЧӀ чӀ   | ЧӀчӀ чӀчӀ | Ш ш       | Щ щ   | Ъ ъ   | Э э       |         |       |           |         |       |

Dans le dictionnaire akhvakh-russe de Magomedova et Abdulaeva publié en 2007, les voyelles longues et les consonnes géminées sont indiquées avec un macron suscrit : а̄ е̄ ӣ о̄ ӯ а̄ᵸ е̄ᵸ ӣᵸ о̄ᵸ ӯᵸ к̄ к̄Ӏ л̄ъ с̄ х̄ ц̄ ц̄Ӏ ч̄ ч̄Ӏ.